# Pat Durnin
Patricia "Pat" Durnin (* 4. August 1959 in Winnipeg) ist eine ehemalige kanadische Eisschnellläuferin und Shorttrackerin.

## Werdegang
Durnin startete im Shorttrack bei den Weltmeisterschaften 1976 in Champaign und gewann dort die Silbermedaille mit der Staffel. Im Eisschnelllauf nahm sie in der Saison 1975/76 erstmals an internationalen Wettbewerben teil und wurde in der Saison 1976/77 bei der Mehrkampfweltmeisterschaft 1977 in Keystone Zehnte, bei den Juniorenweltmeisterschaften 1977 in Inzell Siebte im Mini-Mehrkampf sowie bei der Sprintweltmeisterschaft 1977 in Alkmaar Vierte. In der Saison 1977/78 kam sie bei der Mehrkampfweltmeisterschaft 1978 in Helsinki auf den 21. Platz, bei den Juniorenweltmeisterschaften 1978 in Montreal auf den fünften Rang im Mini-Mehrkampf und bei der Sprintweltmeisterschaft 1978 in Lake Placid auf den 13. Platz. Im folgenden Jahr nahm sie an der Sprintweltmeisterschaft in Inzell teil, wobei sie aber disqualifiziert wurde. Nach Platz zwei über 3000 m bei der 3-Bahnen-Tournee in Innsbruck zu Beginn der Saison 1979/80, belegte sie in Lake Placid bei ihrer einzigen Teilnahme an Olympischen Winterspielen den 23. Platz über diese Distanz. Letztmals international startete sie bei den folgenden Juniorenweltmeisterschaften in Assen, wobei sie den neunten Platz im Mini-Mehrkampf errang.

## Erfolge

### Olympische Spiele
- 1980 Lake Placid: 23. Platz 3000 m

### Mehrkampf-Weltmeisterschaften
- 1977 Keystone: 10. Platz Mini-Mehrkampf
- 1978 Helsinki: 21. Platz Mini-Mehrkampf

### Sprint-Weltmeisterschaften
- 1977 Alkmaar: 4. Platz Sprint-Mehrkampf
- 1978 Lake Placid: 13. Platz Sprint-Mehrkampf
- 1979 Inzell: DSQ Sprint-Mehrkampf

### Shorttrack-Weltmeisterschaften
- 1976 Champaign: 2. Platz Staffel

## Persönliche Bestleistungen im Eisschnelllauf
| Disziplin | Zeit        | Datum            | Ort      |
| --------- | ----------- | ---------------- | -------- |
| 500 m     | 43,10 s     | 12. Februar 1977 | Keystone |
| 1000 m    | 1:26,76 min | 19. Januar 1980  | Davos    |
| 1500 m    | 2:12,97 min | 19. Januar 1980  | Davos    |
| 3000 m    | 4:44,58 min | 21. Januar 1980  | Davos    |